# Treibriemen

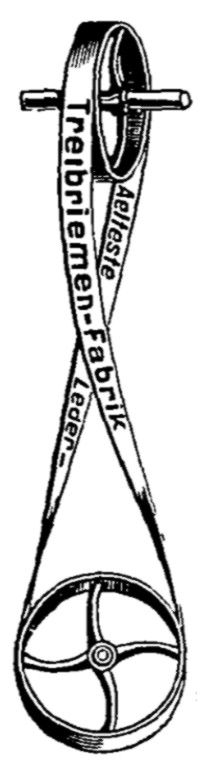
Schematische Darstellung

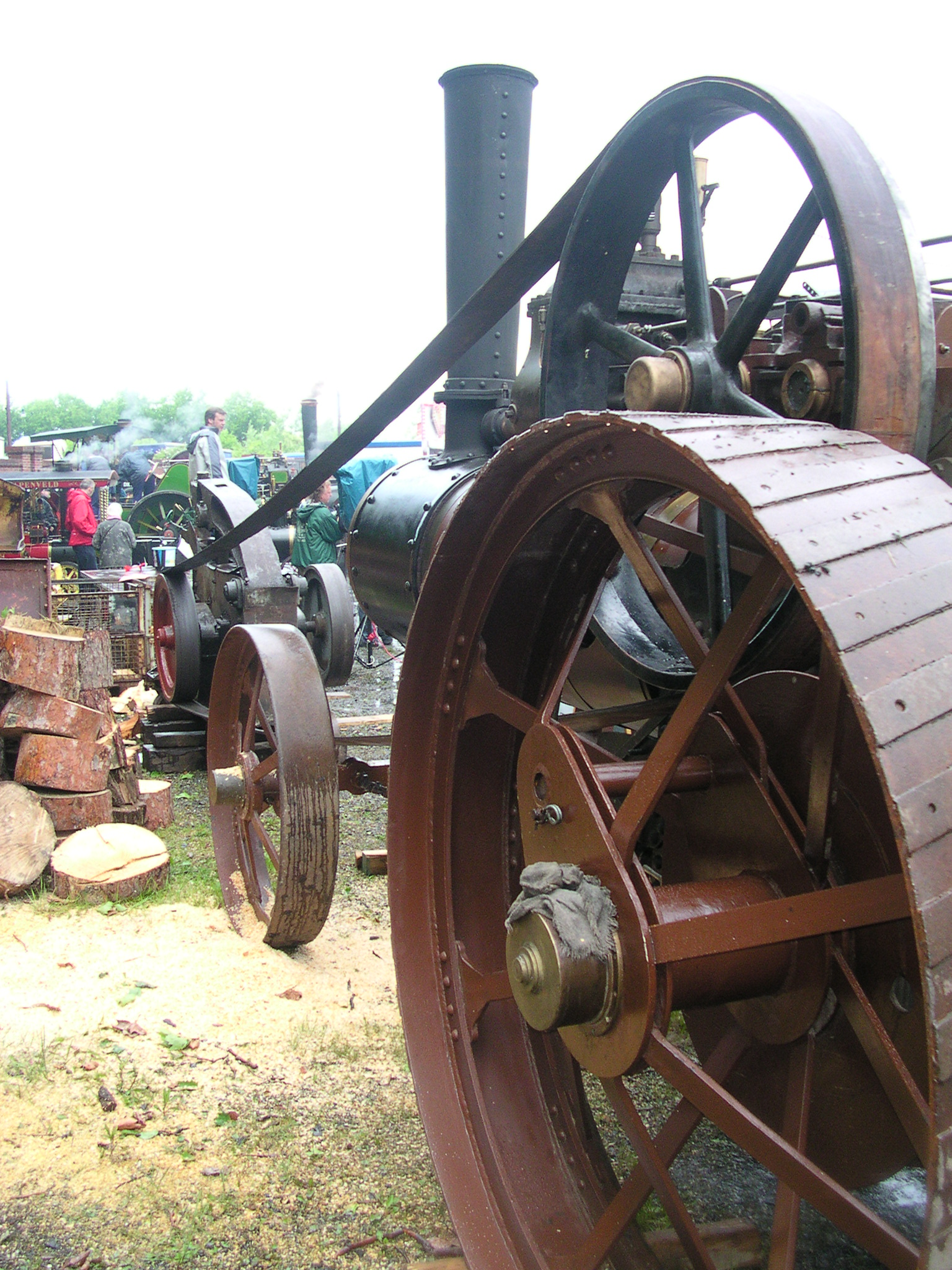
Treibriemen im Einsatz an einem historischen landwirtschaftlichen Gerät

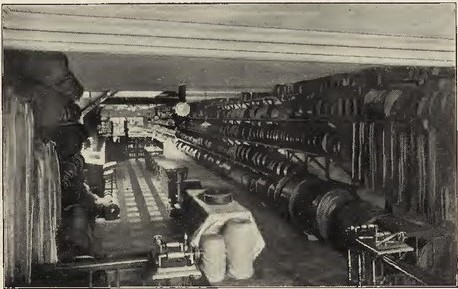
Lager von C. Otto Gehrckens Treibriemenfabrik in Hamburg (1900)

Ein Treibriemen, Transmissionsriemen oder kurz Riemen ist in der Antriebstechnik ein flexibles, in sich geschlossenes Band zur Kraftübertragung (Transmission) in einem Riemengetriebe. Er ist in der Regel als ein endloses Stück gefertigt, früher waren auch Verbindungstechniken wie Kleben und Haken üblich.

## Kurzbeschreibung
„… Die Aufgabe des Treibenden Zeugs ist, eine Bewegung auf größere oder geringere Entfernung mit angemessen modificirter Richtung und Geschwindigkeit fortzupflanzen; es gehört daher dasselbe zu den wichtigsten Gegenständen des Maschinenbaus.“

Treibriemen werden anhand ihrer Form unterschieden:
- Flachriemen bestehen aus einem flachen Band, ursprünglich meist aus Leder, später aus Kunststoff oder Gummi. Sie laufen oft auf balligen Riemenscheiben und benötigen dann keine Querführung.
- Keilriemen haben ihren Namen aufgrund ihres keil- bzw. trapezförmigen Querschnitts, der hauptsächlich der Erhöhung der Reibung und damit der Steigerung der maximalen Kraftübertragung dient. Sie sind bei geringen Treibraddurchmessern oft gezahnt, greifen dann jedoch nicht formschlüssig ein.
  - Eine Weiterentwicklung sind Keilrippenriemen, die auf entsprechend geformten Rädern laufen. Sie sind eine Mischform aus Keil- und Flachriemen und vereinen deren Vorteile. Oft ist nur die Riemenscheibe mit dem kleineren Umschlingungswinkel ebenfalls mit Rillen versehen und liefert die seitliche Führung, während die zweite Scheibe glatt und ballig ist.
  - kleine Gummiriemen mit quadratischem Querschnitt sind prinzipiell ebenfalls Keilriemen. Sie laufen hochkant und werden in kleinen elektromechanischen Geräten angewendet. Derartige Riemen werden auch als Peese bezeichnet.
- Zahnriemen besitzen im Gegensatz zu anderen Riemen keinen Schlupf – sie laufen formschlüssig auf einem gezahnten Rad und werden wegen ihrer synchronen Kraftübertragung häufig zur Steuerung, beispielsweise der Ventile von Otto- und Dieselmotor, sowie in Stellantrieben verwendet. Zahnriemen sind meist als Flachzahnriemen ausgeführt.
- Rundriemen werden häufig bei der Übertragung von kleineren Kräften eingesetzt.

Als Material für die Bänder hat sich seit Jahrhunderten Leder durchgesetzt, es kommen aber auch Gummi, spezielle Textilien und Mischprodukte zur Anwendung.